# Tuchomie (gmina)
Tuchomie – gmina wiejska w województwie pomorskim, w powiecie bytowskim. W latach 1975–1998 gmina położona była w województwie słupskim.
W skład gminy wchodzi 13 sołectw: Ciemno, Kramarzyny, Masłowice Trzebiatkowskie, Masłowice Tuchomskie, Masłowiczki, Modrzejewo, Nowe Huty, Piaszno, Tągowie, Trzebiatkowa, Tuchomie, Tuchomko, Zagony
Siedziba gminy to Tuchomie.
Według danych z 30 czerwca 2004 gminę zamieszkiwało 3896 osób. Natomiast według danych z 31 grudnia 2017 roku gminę zamieszkiwało 4268 osób.

## Miejscowości
| Miejscowości podstawowe oraz ich integralne części w administracji gminy Tuchomie | Miejscowości podstawowe oraz ich integralne części w administracji gminy Tuchomie | Miejscowości podstawowe oraz ich integralne części w administracji gminy Tuchomie | Miejscowości podstawowe oraz ich integralne części w administracji gminy Tuchomie | Miejscowości podstawowe oraz ich integralne części w administracji gminy Tuchomie |
| Nazwa | Rodzaj miejscowości                                                               | Miejscowość podstawowa                                                            | SIMC                                                                              | Położenie geograficzne                                                            |
| --- | --------------------------------------------------------------------------------- | --------------------------------------------------------------------------------- | --------------------------------------------------------------------------------- | --------------------------------------------------------------------------------- |
| Chełmek | część wsi                                                                         | Kramarzyny                                                                        | 1014004                                                                           | 54°03′57″N 17°15′41″E/54,065833 17,261389                                         |
| Chocimierz | część wsi                                                                         | Tuchomie                                                                          | 1014010                                                                           | 54°06′32″N 17°19′45″E/54,108889 17,329167                                         |
| Ciemno | wieś                                                                              |                                                                                   | 0751918                                                                           | 54°04′50″N 17°20′33″E/54,080556 17,342500                                         |
| Gołogóra | część wsi                                                                         | Zagony                                                                            | 0746277                                                                           | 54°06′21″N 17°15′25″E/54,105833 17,256944                                         |
| Kramarzyny | wieś                                                                              |                                                                                   | 0751924                                                                           | 54°03′27″N 17°14′22″E/54,057500 17,239444                                         |
| Masłowice Trzebiatkowskie | wieś                                                                              |                                                                                   | 0751947                                                                           | 54°05′28″N 17°17′33″E/54,091111 17,292500                                         |
| Masłowice Tuchomskie | wieś                                                                              |                                                                                   | 0751953                                                                           | 54°06′07″N 17°17′11″E/54,101944 17,286389                                         |
| Masłowiczki | wieś                                                                              |                                                                                   | 0751976                                                                           | 54°04′41″N 17°14′49″E/54,078056 17,246944                                         |
| Modrzejewo | wieś                                                                              |                                                                                   | 0751982                                                                           | 54°08′54″N 17°19′09″E/54,148333 17,319167                                         |
| Nowe Huty | wieś                                                                              |                                                                                   | 0751999                                                                           | 54°07′08″N 17°16′34″E/54,118889 17,276111                                         |
| Piaszno | wieś                                                                              |                                                                                   | 0752013                                                                           | 54°05′39″N 17°21′56″E/54,094167 17,365556                                         |
| Piaszno Małe | część wsi                                                                         | Piaszno                                                                           | 0752020                                                                           | 54°05′29″N 17°21′12″E/54,091389 17,353333                                         |
| Porąbka | część wsi                                                                         | Nowe Huty                                                                         | 1014027                                                                           | 54°08′39″N 17°17′11″E/54,144167 17,286389                                         |
| Poręby | część wsi                                                                         | Nowe Huty                                                                         | 0752007                                                                           | 54°08′16″N 17°17′28″E/54,137778 17,291111                                         |
| Rozjazd | część wsi                                                                         | Kramarzyny                                                                        | 0751930                                                                           | 54°04′47″N 17°12′57″E/54,079722 17,215833                                         |
| Sośnica | osada leśna                                                                       | Masłowice Tuchomskie                                                              | 0751960                                                                           | 54°06′31″N 17°18′42″E/54,108611 17,311667                                         |
| Tągowie | wieś                                                                              |                                                                                   | 0752036                                                                           | 54°08′48″N 17°22′14″E/54,146667 17,370556                                         |
| Trzebiatkowa | wieś                                                                              |                                                                                   | 0752042                                                                           | 54°03′50″N 17°18′15″E/54,063889 17,304167                                         |
| Tuchomie | wieś                                                                              |                                                                                   | 0752059                                                                           | 54°06′54″N 17°20′08″E/54,115000 17,335556                                         |
| Tuchomko | wieś                                                                              |                                                                                   | 0752065                                                                           | 54°08′06″N 17°21′46″E/54,135000 17,362778                                         |
| Uciesze | część wsi                                                                         | Zagony                                                                            | 0746283                                                                           | 54°06′41″N 17°15′37″E/54,111389 17,260278                                         |
| Wykowo | część wsi                                                                         | Nowe Huty                                                                         | 1014033                                                                           | 54°08′20″N 17°16′52″E/54,138889 17,281111                                         |
| Zagony | wieś                                                                              |                                                                                   | 0746260                                                                           | 54°06′57″N 17°16′07″E/54,115833 17,268611                                         |
| Źródła: Wykaz urzędowych nazw miejscowości i ich części (xls),Dz.U. z 2013 r. poz. 200 oraz Dz.U. z 2015 r. poz. 1636, Zbiory danych państwowego rejestru nazw geograficznych -2025-06-15 |                                                                                   |                                                                                   |                                                                                   |                                                                                   |

## Struktura powierzchni
Według danych z roku 2002 gmina Tuchomie ma obszar 106,47 km², w tym:
- użytki rolne: 64%
- użytki leśne: 24%

Gmina stanowi 4,86% powierzchni powiatu.

## Transport
Przez gminę przebiega droga krajowa nr 20 ze Stargardu do Gdyni. Do lat 50. ub wieku przebiegała także Linia kolejowa Bytów – Miastko.

## Demografia

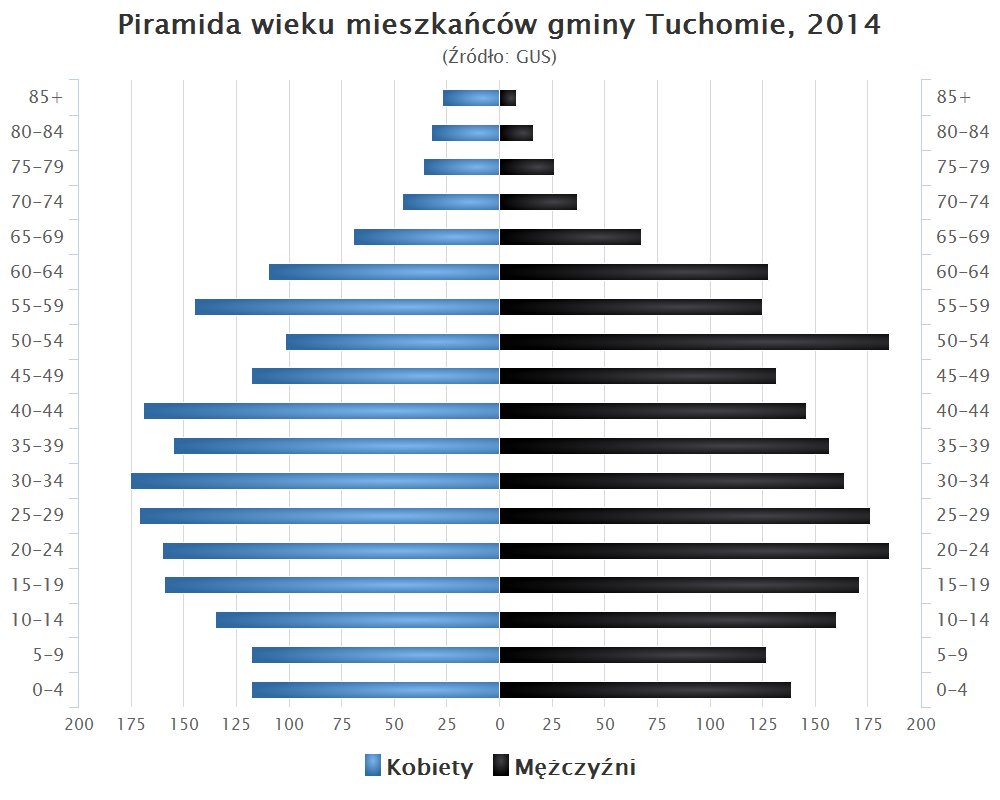
Piramida wieku mieszkańców gminy Tuchomie w 2014 roku

Dane z 30 czerwca 2004:
| Opis                              | Ogółem | Ogółem | Kobiety | Kobiety | Mężczyźni | Mężczyźni |
| --------------------------------- | ------ | ------ | ------- | ------- | --------- | --------- |
| Jednostka                         | osób   | %      | osób    | %       | osób      | %         |
| Populacja                         | 3896   | 100    | 1895    | 48,6    | 2001      | 51,4      |
| Gęstość zaludnienia [mieszk./km²] | 36,6   | 36,6   | 17,8    | 17,8    | 18,8      | 18,8      |

## Powiększenie obszaru
Z dniem 1 stycznia 2010 część obszaru wsi Zagony z gminy Kołczygłowy, o powierzchni 356,57 ha, weszła w skład gminy Tuchomie, przez co gmina osiągnęła powierzchnię 111 km².

## Sąsiednie gminy
Borzytuchom, Bytów, Kołczygłowy, Lipnica, Miastko